# Shiho Fujimura
Pour les articles homonymes, voir Fujimura.
Shiho Fujimura (藤村志保, Fujimura Shiho), née le 3 janvier 1939 à Kawasaki (Japon) et morte le 12 juin 2025, est une actrice japonaise.

## Biographie
Elle a tourné dans plus de 70 films entre 1962 et 2014,. Elle reçoit le prix Kinuyo Tanaka en 1999.
Shiho Fujimura meurt le 12 juin 2025 à l’âge de 86 ans.

## Filmographie partielle

### Au cinéma
- 1962 : Le Serment rompu (破戒, Hakai?) de Kon Ichikawa : Oshiho
- 1962 : Tuer ! (斬る, Kiru?) de Kenji Misumi : Fujiko Yamaguchi
- 1962 : Kujiragami (鯨神?) de Tokuzō Tanaka
- 1962 : Le Secret du ninja (忍びの者, Shinobi no mono?) de Satsuo Yamamoto : Maki
- 1963 : Yaburegasa-chō-an (破れ傘長庵?) de Kazuo Mori
- 1963 : Le Secret du ninja II (続・忍びの者, Zoku shinobi no mono?) de Satsuo Yamamoto : Maki
- 1963 : La Légende de Zatoïchi : Voyage sans repos (座頭市喧嘩旅, Zatōichi kenka-tabi?) de Kimiyoshi Yasuda : Mitsu
- 1964 : La Ballade de Kyōshirō Nemuri (眠狂四郎女妖剣, Nemuri Kyōshirō joyōken?) de Kazuo Ikehiro : Kosuzu
- 1966 : Le Retour de Majin (大魔神怒る, Daimajin ikaru?) de Kenji Misumi
- 1967 : La Légende de Zatoïchi : La Canne-épée (座頭市鉄火旅, Zatōichi tekka-tabi?) de Kimiyoshi Yasuda : Oshizu
- 1967 : Deux sœurs mélancoliques à Kyoto (古都憂愁 姉いもうと, Koto yūshū: Ane imōto?) de Kenji Misumi : Kiyoko
- 1967 : La Rivière des larmes (なみだ川, Namidagawa?) de Kenji Misumi : Oshizu
- 1969 : Nemuri Kyōshirō akujogari (眠狂四郎悪女狩り?) de Kazuo Ikehiro : Sayo
- 1977 : C'est dur d'être un homme : L'Entremetteur (男はつらいよ 寅次郎頑張れ!, Otoko wa tsurai yo: Torajirō ganbare!?) de Yōji Yamada : Fujiko Shimada
- 1993 : Waga ai no uta: Taki Rentarō monogatari (わが愛の譜 滝廉太郎物語?) de Shin'ichirō Sawai : Tatsu Taki
- 1997 : Tōkyō biyori (東京日和?) de Naoto Takenaka
- 1998 : Wait and See (あ春, Ah haru?) de Shinji Sōmai : la mère de Mizuho
- 1999 : Gemini (双生児{Sōseiji?) de Shin'ya Tsukamoto : la mère de Yukio
- 2001 : Inugami (狗神, Inugami?) de Masato Harada : Tomie Bonomiya
- 2014 : Sukuitai (救いたい?) de Seijirō Kōyama : Fumie Yoshida

### À la télévision
- 1967 : San shimai (三姉妹?)

## Distinctions
Sauf indication contraire, les informations mentionnées dans cette section peuvent être confirmées par la base de données cinématographiques IMDb,  présente dans la section « Liens externes ».

### Récompenses
- 1999 : Prix Kinuyo Tanaka[4],[5]
- 2008 : prix spécial pour l'ensemble de sa carrière au Festival du film de Yokohama